# Templo de Eshmún (Cartago)

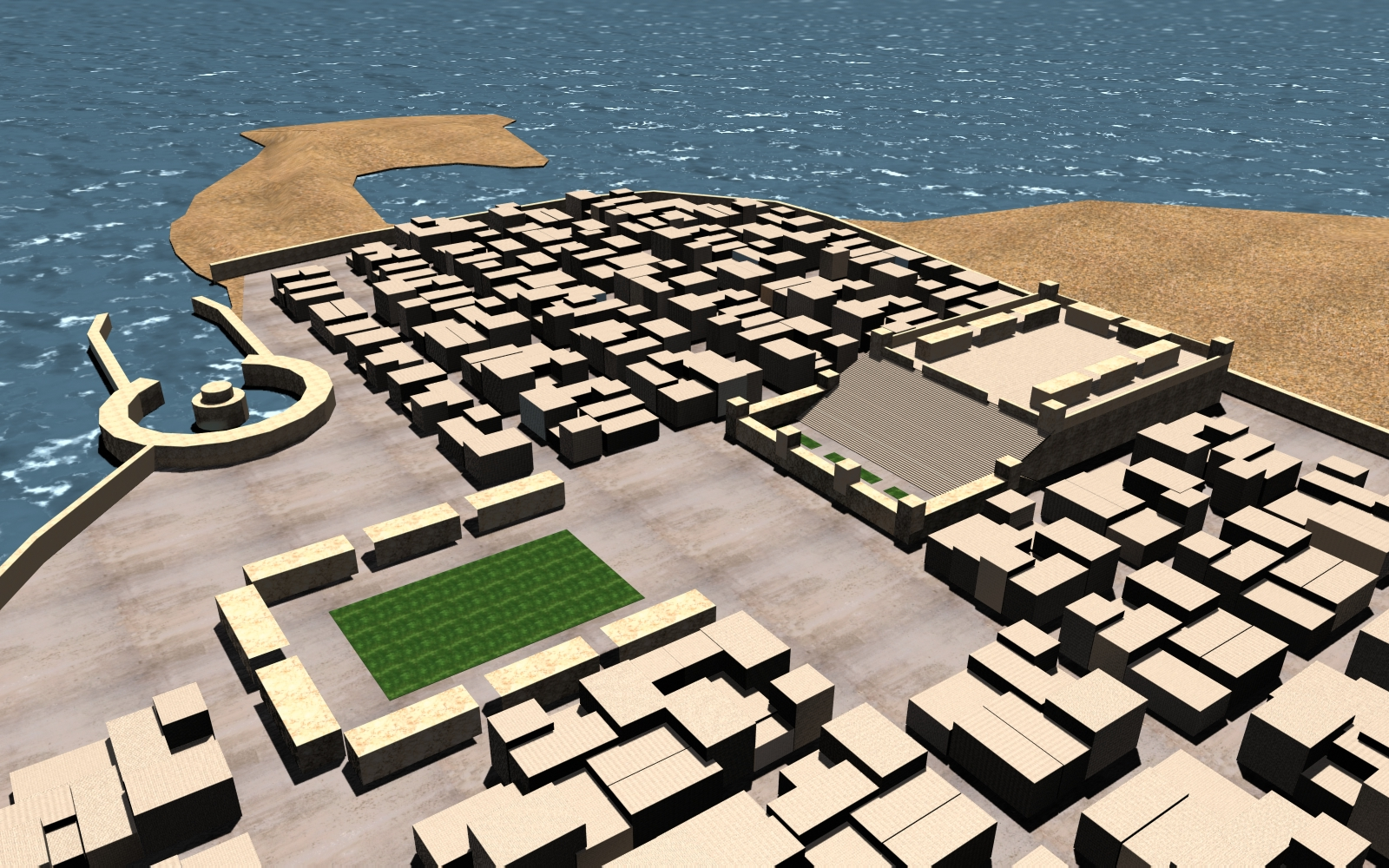
Volumetría aproximada del Templo de Eshmún, en torno al El templo debería su elevación a estar construido sobre una colina (no representada en la imagen)

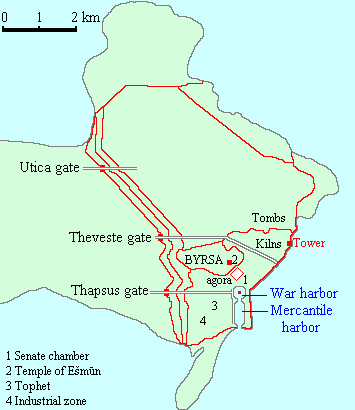
Croquis de la Cartago púnica.

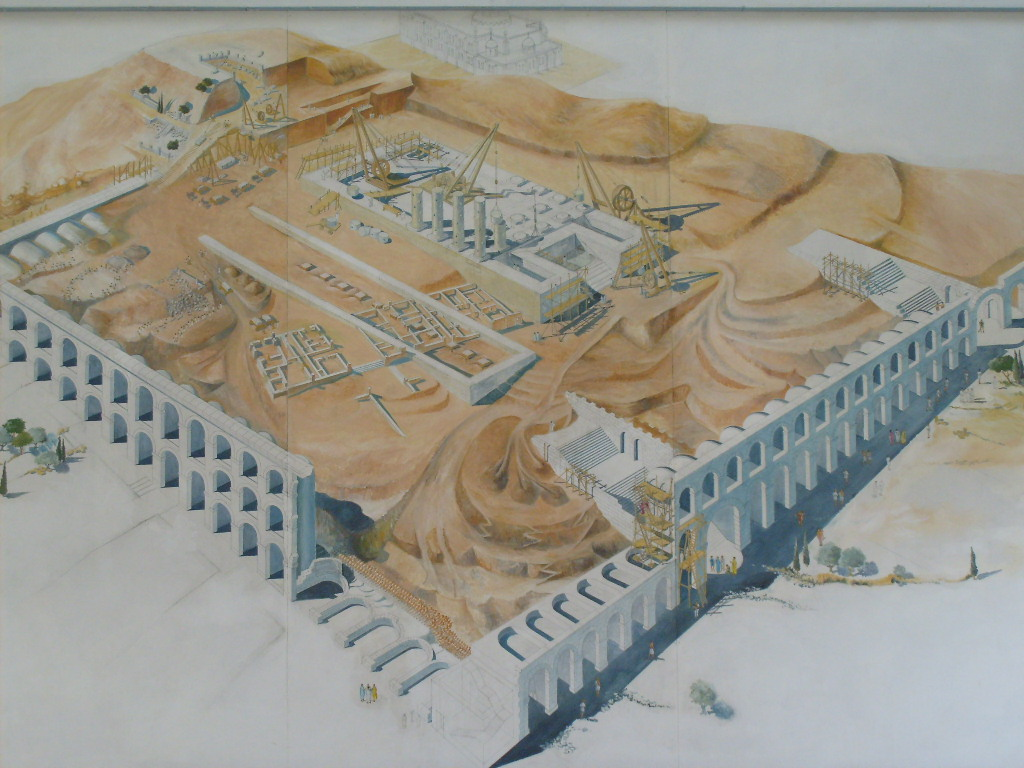
Detalle de la reconstrucción romana sobre el templo.

El Templo de Eshmún, ubicado en la colina de Birsa (o Byrsa), fue la construcción más destacada de la Cartago púnica (actual Túnez).

 El templo estaba dedicado a Eshmún, el dios sanador, y uno de los principales dioses del panteón fenicio. Tras la conquista romana de la ciudad en 146 a. C., que dio fin a la tercera guerra púnica, los invasores demolieron por completo el templo, por lo que no se conserva ningún resto del mismo.

## Historia
Los orígenes del templo se remontan a la creación de la propia ciudad de Cartago, en torno al 820 a. C. Durante la época fenicia, el templo tenía el acceso restringido a los sacerdotes, y para acceder era necesaria abstinencia sexual durante 3 días, y no comer alubias ni cerdo. Se accedía al templo mediante una escalinata de 60 peldaños que desembocaba en un espacio abierto rectangular, porticado por los tres lados restantes. Al templo se le achacaban poderes curativos, y al parecer algunos métodos de sanación consistían en dormir en el propio templo; una característica compartida por todos los templos dedicados a este dios.
El edificio dominó la ciudad hasta la total devastación de Cartago por los ejércitos romanos de Publio Cornelio Escipión Emiliano en el 146 a. C. En los últimos días del asedio, unos mil combatientes cartagineses, comandados por Asdrúbal, se refugiaron en este templo por ser más fácilmente defendible gracias a su ubicación elevada. Sin embargo el templo fue finalmente incendiado por los atacantes, y se cuenta que varios de los defensores prefirieron inmolarse en el propio templo antes que entregarse.
Tras el incendio de la ciudad y la ocupación romana, el templo fue totalmente demolido y el terreno allanado por los ingenieros romanos. Posteriormente se edificaron en el lugar nuevas construcciones, que serían a su vez destruidas en el siglo V. 
Actualmente en el lugar se encuentra la Catedral de San Luis de Cartago.